# オタカール・パルジーク
オタカール・パルジーク（Otakar Pařík, 1901年2月28日 - 1955年2月19日）は、チェコ出身の指揮者、ピアニスト。

## 経歴
1901年、オーストリア＝ハンガリー帝国・フリーデク＝ミーステクで生まれた。プラハ・ドイツ音楽学校でコンラート・アンソルゲにピアノを習い、プラハ音楽院でベドルジヒ・アントニン・ヴィデルマンにオルガンを師事した。
1920年にピアニストとしてデビューし、ヤン・クベリーク、エミー・デスティンらの伴奏者を務めた。1937年からプラハ放送交響楽団の首席指揮者を務め、1945年まで在任した。1954年にはヤナーチェク・フィルハーモニー管弦楽団を設立して自ら首席指揮者を務めたが、程なくしてオストラヴァで亡くなった。